# Aly Schroeder
Aly Schroeder (Niederdonven, 16 juni 1944 – Junglinster, 5 maart 2013) was een Luxemburgse politicus voor de Sozialdemokratesch Partei (SdP) en later voor de Lëtzebuerger Sozialistesch Aarbechterpartei (LSAP).
Van 1970 tot 1979 was Aly Schroeder parijsecretaris en van 1979 tot 1984 voorzitter van kring-oost van de LSAP, die hij in de loop van de jaren zeventig, na de opsplitsing van de Sozialdemokratesch Partei, gezamenlijk met Marcel Schlechter, Jos Massard en andere militanten opnieuw opgebouwd had.
Hij zat van 1984 tot 1989 voor de LSAP in de Kamer van Afgevaardigden (Luxemburgse parlement) en was ook wethouder/schepen en gemeenteraadslid in de gemeente Junglinster.
Aly Schroeder had in Bonn literatuur gestudeerd en was daarna onderwijzer aan de École des arts et métiers. In 1974 werd hij gedetacheerd bij het ministerie van onderwijs. Hij werd ook verkozen tot afgevaardigde in de Kamer van Afgevaardigden (Luxemburgse parlement) en was tevens in het jaar 1989 voorzitter van Beneluxparlement.  
In 1989 werd hij adjunct-directeur van de "Formation professionnelle", en van 1994 tot zijn pensioen in 2007 was hij directeur van deze dienst.